# Conde do Vimieiro

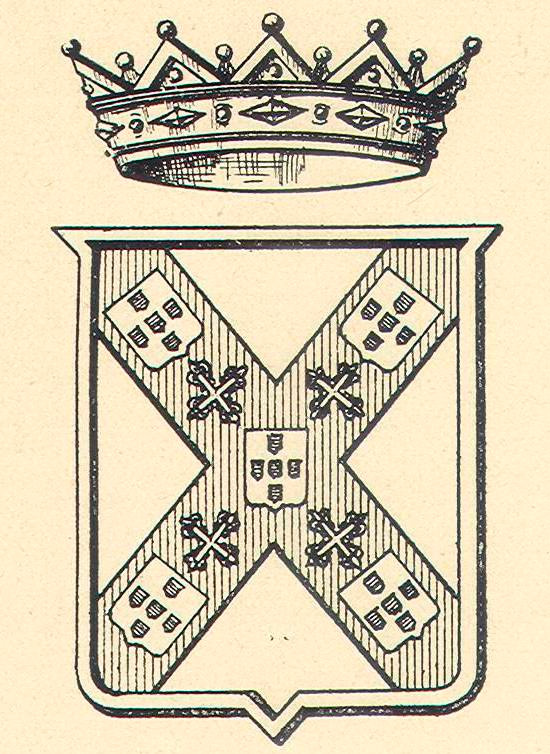
Brasão dos condes de Vimieiro

Conde do Vimieiro foi um título nobiliárquico português criado por Filipe III de Espanha em 1614 durante a União Ibérica. O topônimo relacionado é Vimieiro, antigo concelho do Distrito de Évora e hoje freguesia do concelho de Arraiolos.
O primeiro conde de Vimieiro casou com Mariana de Sousa Guerra, neta de Martim Afonso de Sousa, primeiro donatário da capitania de São Vicente durante o Brasil Colonial, a qual veio a herdar  a mesma capitania por morte do seu irmão Lopo de Sousa.
O seu bisneto, D. Sancho de Faro e Sousa, também Conde do Vimieiro, foi vice-rei do Brasil de 21 de agosto de 1718 a
13 de outubro do ano seguinte.

## Titulares
- 1º Conde: D. Francisco de Faro (1551 - 1617);
- 2º Conde: D. Sancho de Faro (1590 - 1644);
- 3.º Conde: D. Diogo de Faro e Sousa (1633 - 1698);
- 4.º Conde: D. Sancho de Faro e Sousa (1659 - 1719);
- 5.º Conde: D. João de Faro e Sousa